# Ԋ
Ԋ, ԋ или Коми Нь е буква от Молодцовската азбука, която е модификация на кирилицата. Използвана е през 1920-те 20 век в коми езика. Буквата представлява модификация на кирилското Н като към него е добавено допълнително ченгелче, обозначаващо палатализация. Формата ѝ наподобява готската буква Хвар (Ƕ ƕ). Обозначава небния носов съгласен звук [ɲ], [нь].